# فرودگاه آنشان تنگاو
فرودگاه آنشان تنگاو (به انگلیسی: Anshan Teng'ao Airport) یک فرودگاه نظامی و همگانی با کد یاتا AOG است . این فرودگاه در کشور چین قرار دارد .